# وولفجانج زيلزر
وولفجانج زيلزر، من مواليد 30 يناير 1901، وتوفي في العاصمة الألمانية برلين بتاريخ 26 يناير 1990، وعمره ناهز 90 عاماً، وهو ممثل سينمائي أمريكي-ألماني، شارك في عدة أفلام، ومنها فيلم اعترافات جاسوس نازي.